# La Tour-Blanche
La Tour-Blanche (okzitanisch La Tor Blancha) ist eine Ortschaft und eine Commune déléguée in der südwestfranzösischen Gemeinde La Tour-Blanche-Cercles mit 380 Einwohnern (Stand: 1. Januar 2022) im  südfranzösischen Département Dordogne in der Region Nouvelle-Aquitaine (vor 2016: Aquitanien). Die Commune déléguée besteht aus dem Hauptort sowie mehreren Weilern (hameaux) und Einzelhöfen (fermes).

## Lage und Klima
Der Ort La Tour-Blanche liegt gut 35 km (Fahrtstrecke) nordwestlich von Périgueux in der Kulturlandschaft des Périgord in einer Höhe von ca. 145 m. Das Klima ist gemäßigt bis warm; Regen (ca. 900 mm/Jahr) fällt übers Jahr verteilt.

## Bevölkerungsentwicklung
| Jahr      | 1800 | 1851 | 1901 | 1954 | 1999 | 2015 |
| Einwohner | 421  | 535  | 513  | 480  | 460  | 406  |

Der kontinuierliche Bevölkerungsrückgang seit dem ausgehenden 19. Jahrhundert ist im Wesentlichen auf die Reblauskrise im Weinbau, die Mechanisierung der Landwirtschaft und die Aufgabe von bäuerlichen Kleinbetrieben zurückzuführen.

## Wirtschaft
Die Gemeinde ist immer noch in hohem Maße land- und forstwirtschaftlich geprägt, wobei der in früheren Zeiten bedeutsame Weinbau nur noch eine untergeordnete Rolle spielt. Im Ort selber haben sich Kleinhändler, Handwerker und Dienstleister niedergelassen.

## Geschichte
In der Höhle von Jovelle wurden einige prähistorische Tierzeichnungen entdeckt. Im Mittelalter war La Tour Blanche Sitz einer Kastellanei des Perigord; seit dem 14. Jahrhundert gehörte es als Exklave zum Angoumois. Der Hundertjährige Krieg (1337–1453) brachte zahlreiche Verwüstungen mit sich, die sich in der Zeit der Hugenottenkriege (1562–1598) wiederholten. Zum 1. Januar 2017 wurde La Tour-Blanche mit der Gemeinde Cercles mit dem Status einer Commune déléguée zur Commune nouvelle La Tour-Blanche-Cercles vereinigt.

## Sehenswürdigkeiten
- Kirche Saint-Pierre-et-Saint-Paul aus dem 15. Jahrhundert, Umbauten aus dem 19. Jahrhundert
- Burgruine La Tour-Blanche aus dem 12. Jahrhundert mit dem erhaltenen Donjon, seit 1906 Monument historique
- Burgruine Jovelle aus dem 13./14. Jahrhundert, Monument historique seit 1948
- Herrenhaus von Nanchapt aus dem 16./17. Jahrhundert, seit 1948 Monument historique
- Markthalle
- Taubenturm
- Windmühle
- Höhle von Jovelle mit Höhlenmalereien, seit 2013 Monument historique

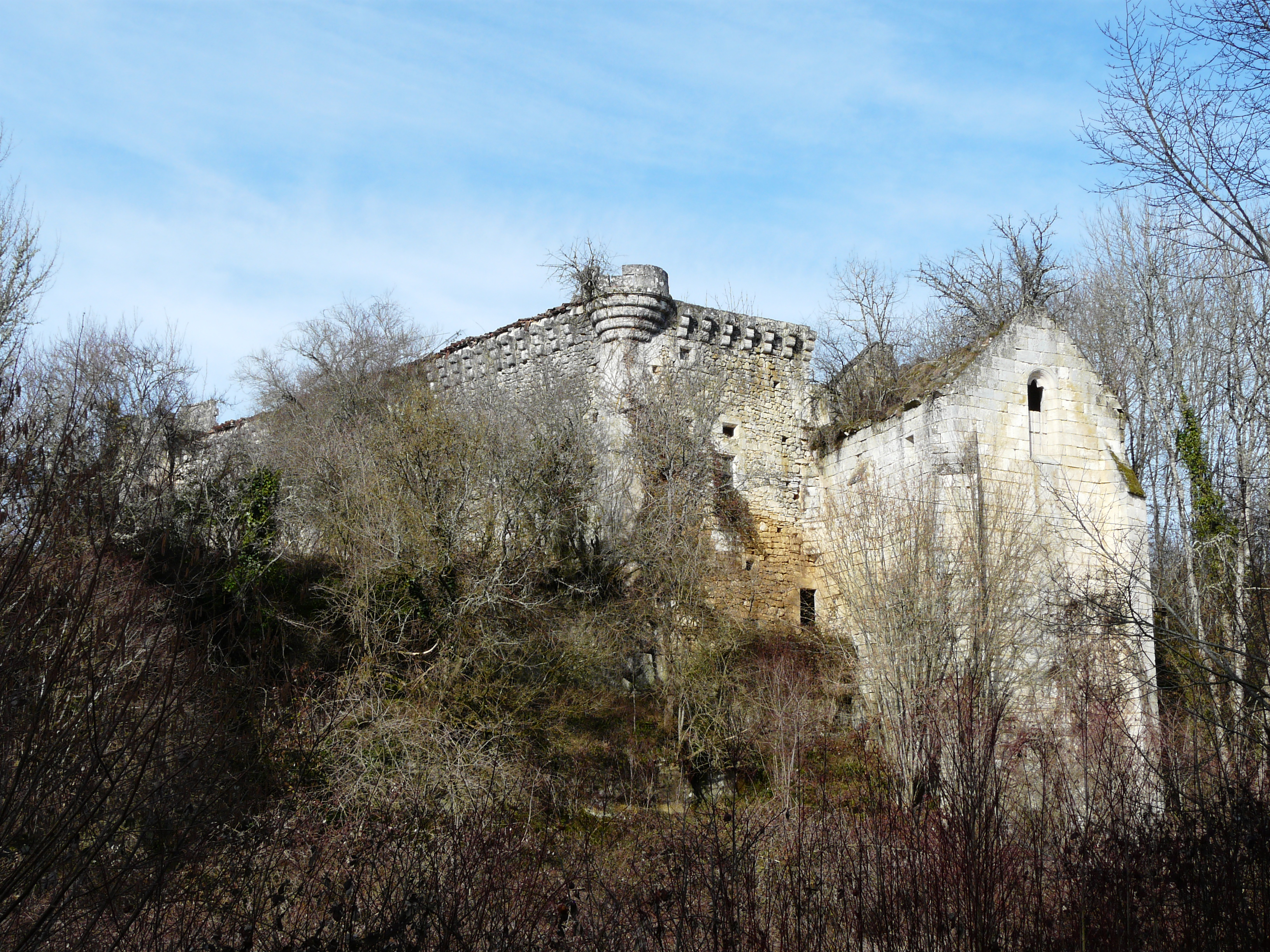
Burgruine Jovelle
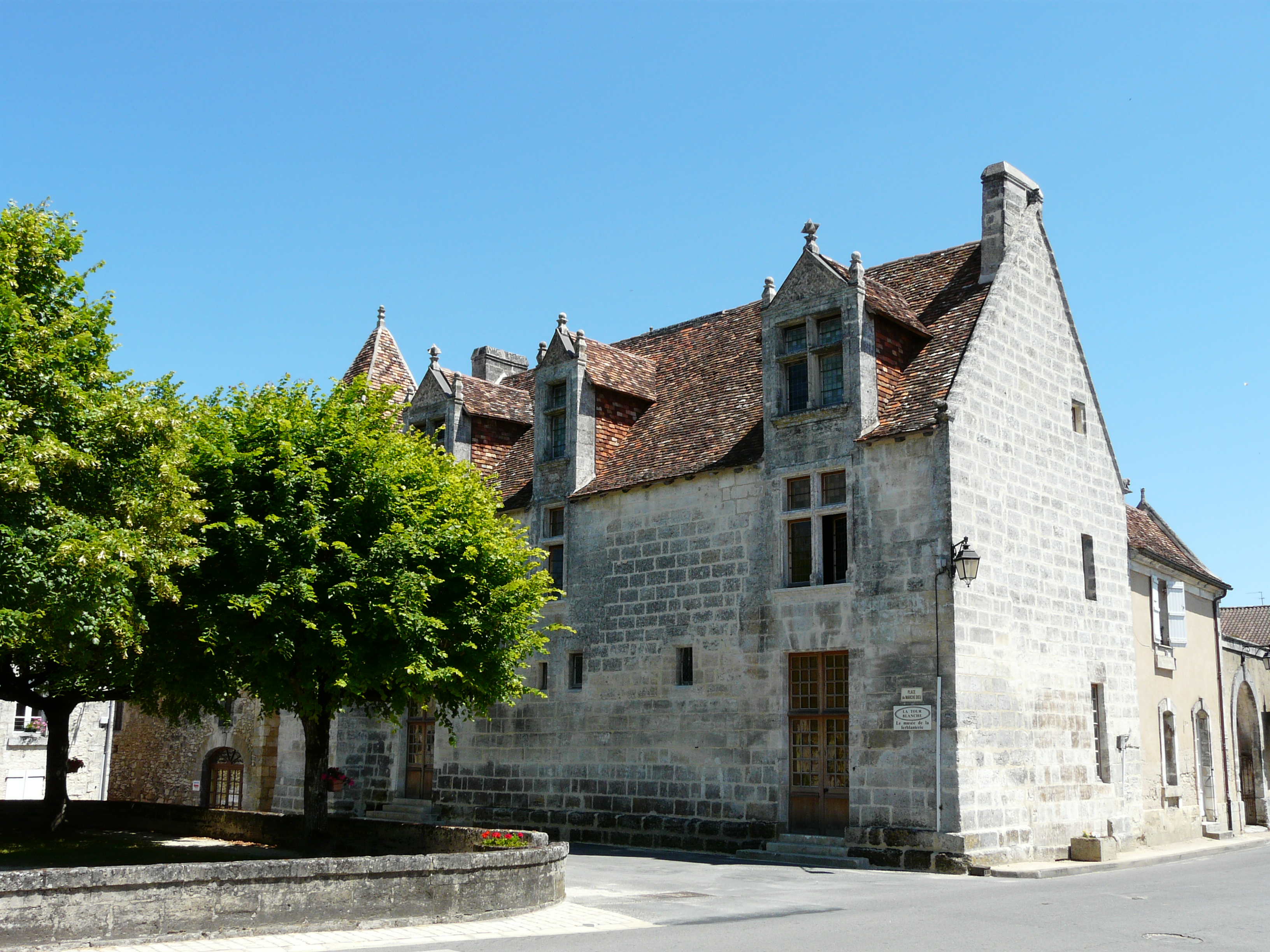
Herrenhaus von Nanchapt
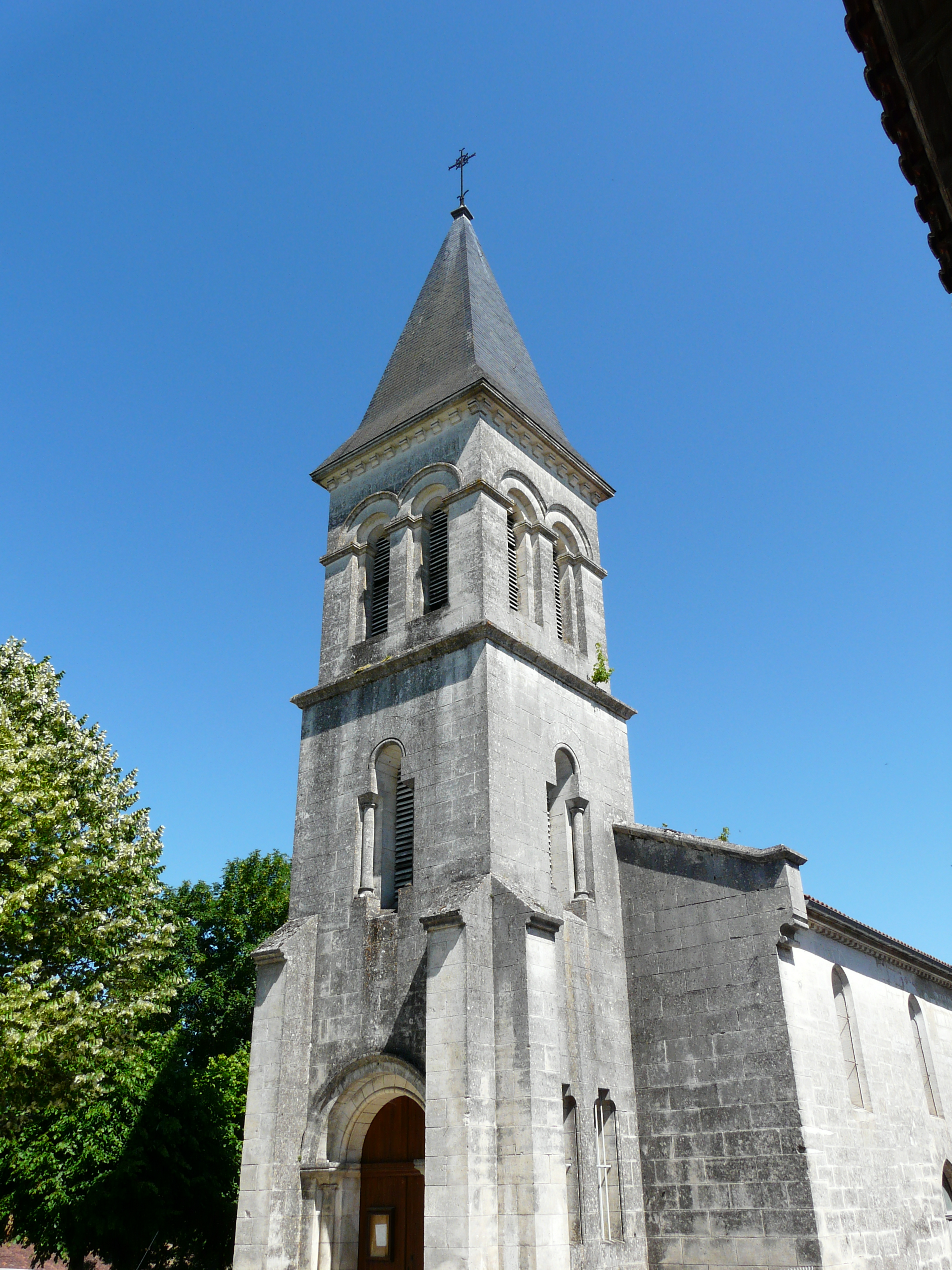
Kirche Saint-Pierre-et-Saint-Paul
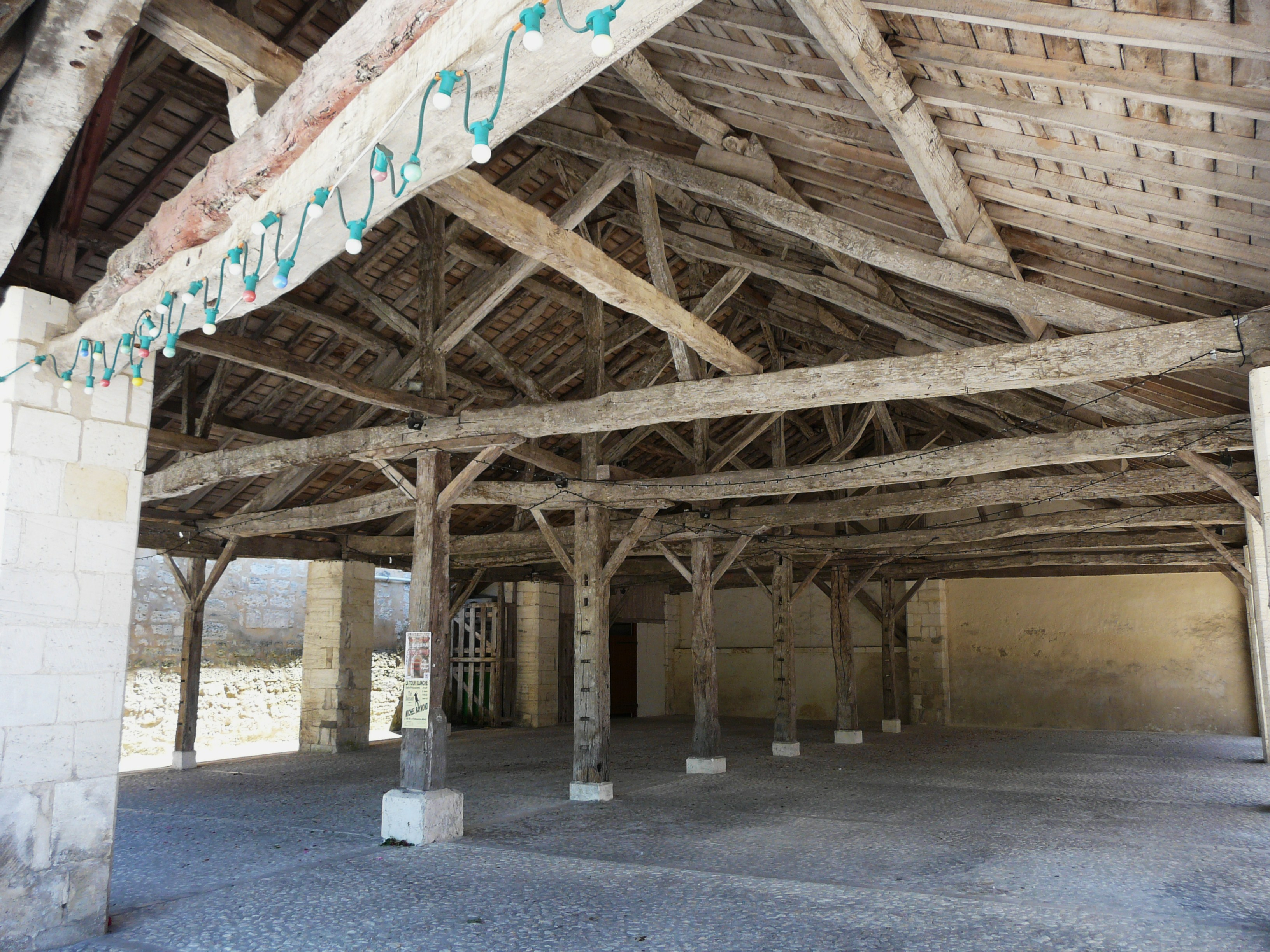
Markthalle

## Trivia
Nach dem Ort ist eine markante geologische Aufwölbung im Aquitanischen Becken benannt (sogenannte La-Tour-Blanche-Antiklinale).